# Novi Grad (Zemun)
Pour les articles homonymes, voir Novi Grad.
Novi Grad (en serbe cyrillique : Нови Град) est un quartier de Belgrade, la capitale de la Serbie. Il est situé dans la municipalité de Zemun. En 2002, il comptait 19 158 habitants.

## Localisation
Novi Grad est situé au centre-ouest de la municipalité de Zemun. Le quartier s'étend le long de la nouvelle autoroute Belgrade-Novi Sad, depuis la ligne de chemin de fer Belgrade-Novi Sad railway au sud, où il est longé par le quartier de Kolonija Zmaj jusqu'à la rue Ugrinovačka au nord, où il est limitrophe du quartier de Zemun Bačka. À l'est, il est délimité par les quartiers de Železnička kolonija et de Sutjeska, tandis qu'à l'ouest il se prolonge jusqu'aux quartiers d'Altina et de Plavi Horizonti. Le quartier comprend aussi les sous-quartiers de Vojni Put I et Vojni Put II.

## Caractéristiques
Novi Grad signifie « la Nouvelle ville », en références aux deux plus anciens secteurs de Zemun, Donji Grad (« la basse ville ») et Gornji Grad (« la ville haute »).
Le quartier est situé à proximité de plusieurs grandes voies de circulation : les autoroutes Belgrade-Novi Sad et Belgrade-Zagreb, une voie de chemin de fer (Belgrade-Novi Sad) et quelques artères parmi les plus importantes de Zemun, comme les rues Ugrinovačka et Prvomajska. Le quartier dispose de sa propre gare, celle de Zemun-Novi Grad.

## Sous-quartiers

### Franjine Rudine
Dans les années 1970 et 1980, une tentative a été réalisée pour renommer Franjine Rudine le quartier situé entre l'autoroute de Zagreb et la rue Prvomajska. Cette tentative a complètement échoué.

### Vojni Put I
Vojni Put I constitue un triangle situé au nord de Novi Grad, sur les deux côtés de l'autoroute Belgrade-Novi Sad et délimité par les deux routes du Dobanovački put et du Pazovački put. Au nord-ouest, il se prolonge dans le quartier d'Atina. Son nom signifie « la route militaire I ».

### Vojni Put II
Vojni Put II constitue la section sud-ouest de Novi Grad, de l'autre côté de l'autoroute Belgrade-Novi Sad. Il se prolonge à l'ouest dans le quartier de Plavi Horizonti.